# سامي غميقة
سامي غميقة (1939 - 22 ستمبر 1999) هو صحافي لبناني راحل من الكبار ولد في بيروت وتعلم فيها. نال إجازة في العلوم السياسة. واحترف الصحافة سنة 1957 في مجلة المجالس المصورة وعمل محرراً وسكريتيراً للتحرير ما بين الصحف المذكورة الدبور والحياة كما عمل مديراً لتحرير مجلة الشبكة ومجلة الصياد وعمل مراسلا ومحررا في مجلة هي و قدم برنامج (يالله) وقت حرب 1975 من أبرز مؤلفاته صحافة سنة رابعة وجاكلين كيندي توفي إثر نوبة قلبية حادة عن عمر 60 عاما.
1. ↑  "البحث". www.neelwafurat.com. مؤرشف من الأصل في 2024-01-22. اطلع عليه بتاريخ 2024-01-21.
2. ↑  "سامي غميقة". Lebanon24. مؤرشف من الأصل في 2024-01-21. اطلع عليه بتاريخ 2024-01-21.
3. ↑  "Author - سامي غميقة".
4. ↑  "الموت يغيب صاحب لحن أغنية"عسيلة" للفنان صابر الرباعي الملحن و المطرب اللبناني إيلي شويري". MusicienTN (بالإنجليزية الأمريكية). 4 May 2023. Archived from the original on 2024-01-21. Retrieved 2024-01-21.
5. ↑  "سامي غميقة - تأليف فيلموجرافيا، صور، فيديو". elCinema.com. مؤرشف من الأصل في 2024-01-21. اطلع عليه بتاريخ 2024-01-21.

## وصلات خارجية
- سامي غميقة على موقع قاعدة بيانات الأفلام العربية